# Regalskeppet Kronan (1632)
Kronan var ett regalskepp som byggdes på Stockholms skeppsgård på Blasieholmen i Stockholm och sjösattes 1632. Besättningen uppgick till cirka 402 man och bestyckningen bestod av 68 kanoner. Hon var amiral Åke Ulfsparres flaggskepp under 1644 och 1645 och deltog som sådant under sjöslaget vid Kolberger Heide. Kronan deltog även 1658 under viceamiral Daniel Jönsson Strussflycht i slaget i Öresund, där hon lyckade manövrera så att hon kunde beskjuta det holländska amiralsfartyget Eendragt långskeppsvis. Kronan sänktes 1675 som en så kallad försänkning i Oxdjupet. 

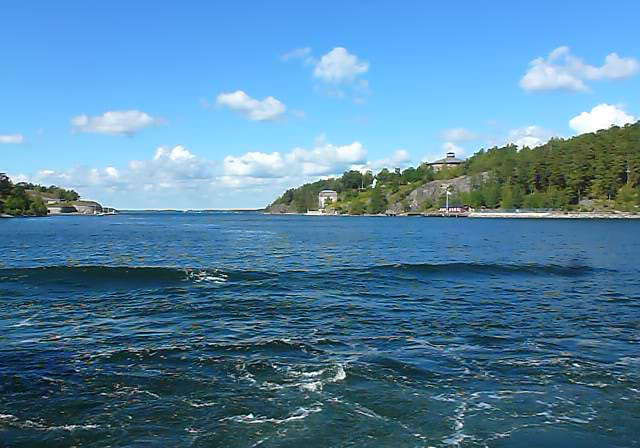
Här i Oxdjupets farvatten ligger resterna efter Kronan.